# Tempête tropicale Cristobal (2002)
Pour les articles homonymes, voir Cyclone tropical Cristobal.
Cristobal fut la troisième tempête tropicale durant la Saison cyclonique 2002 dans l'océan Atlantique nord. Son origine est commune à celle de la tempête Bertha, à savoir un creux barométrique non tropicale. Restant, tout comme Bertha, une faible tempête tropicale longtemps désorganisé, il ne touchera jamais terre. Cependant, après avoir été absorbé dans un système frontale, ses restes affecteront les Bermudes et New York.

## Évolution Météorologique
Un creux barométrique formé par la dégénérescence d'un front froid, reste stationnaire durant les premiers jours d'août du Nord Est du Golfe du Mexique à l'Atlantique en passant au-dessus de la Floride. Sa portion Ouest donnera naissance à Bertha. La portion Est du creux, au Sud de la Caroline du Sud, se développe lentement. Entamant un mouvement global vers le sud sud-est, elle acquiert suffisamment d'organisation le 5 pour être classée dépression tropicale Trois à 280 kilomètres au sud sud-est de Charleston.
La convection peine cependant à s'établir dans la partie Nord de la dépression. Le cisaillement du vent, venu du Nord, associé à un air plutôt sec, bloque le creusement de Trois. Ce flux maintient cependant son déplacement vers le Sud Sud Est, sur le flanc d'un anticyclone au-dessus de la Floride. Elle parvient cependant à devenir une tempête tropicale minimaliste, nommée Cristobal, à 500 kilomètres de Jacksonville. Plus tard, dans la soirée du 7 août, Cristobal tourne à l'Est poussé par un creux barométrique descendant la Côte Est des États-Unis. La convection devient clairement présente dans la partie Nord du cyclone, lui permettant de s'intensifier temporairement.
Dès le 8 août, des infiltrations d'air sec l'affaiblissent. Cristobal accélère, continuant à se déplacer vers l'Est Nord Est. Les vents se maintiennent donc, alors que la pression remonte (le vent relatif lié à la vitesse de déplacement est partie intégrante des vents que soutient une dépression). Les restes de Cristobal sont absorbés le lendemain par un front froid. Le système continue cependant de remonter au Nord Est.

## Impacts
En tant que tempête tropicale, Cristobal n'approchera aucune terre, et n'aura donc aucune conséquence.
Ses restes, en interaction avec un front froid, apporteront cependant des pluies torrentielles aux Bermudes, allant de 70 à 150 millimètres de précipitations. Des rafales de force tempête tropicale seront également enregistrés. De plus, les vagues déferlantes que génère le système, atteignant de 0,9 à 1,2 mètre, emporteront trois personnes à Long Island.